# 대전반석고등학교
대전반석고등학교(大田盤石高等學校)는 대한민국 대전광역시 유성구 지족동에 있는 공립 고등학교이다.

## 학교 연혁
- 2005년 11월 2일 : 대전반석고등학교 인가(31학급)
- 2006년 3월 3일 : 제1회 입학식(남 90명, 여 100명 계 190명)
- 2009년 2월 6일 : 제1회 졸업식(185명)
- 2023년 1월 4일 : 제15회 졸업식(284명)
- 2023년 3월 2일 : 제18회 입학식(322명)
- 2024년 9월 1일 : 제9대 정선희 교장 취임

## 참고 자료
- 대전반석고등학교 - 한국교육학술정보원 학교알리미